# 12 de 7
El 12 de 7 és un castell de set pisos, amb 12 castellers a cada pis. És un castell d'estructura composta que s'ha fet de dues maneres: un quatre central, amb un dos (o torre) adossat a cadascuna de les rengles del quatre; o un tres central al qual s'adossa un altre tres a cada rengla.
El 12 de 7 és un castell gens habitual, documentat en una sola ocasió al segle xix quan la Colla Nova dels Xiquets de Valls el va descarregar per la diada de Santa Úrsula de 1879. De les colles actuals només l'ha portat a plaça la Colla Joves Xiquets de Valls que el va descarregar a l'Arboç el 9 de novembre de 2008, realitzat amb 4 enxanetes.
El 17 de maig de 2015 els Castellers de Barcelona el van fer al barri de La Barceloneta amb una estructura diferent formada per 3 estructures de 4. El 29 de maig del 2016 els Capgrossos de Mataró el van descarregar en motiu de la celebració del seu 20è aniversari amb l'estructura d'un tres central i tres estructures de quatre a la perifèria.
Aquest castell, i altres com el 9 de 7, requereixen una gran quantitat d'efectius per portar-los a plaça. És per això que quan les colles tenen tantes persones disponibles prefereixen realitzar construccions de més alçada, i aquest tipus de castells s'acostumen a reservar per ocasions especials.
Aquest castell no figura en cap taula de puntuacions de castells.

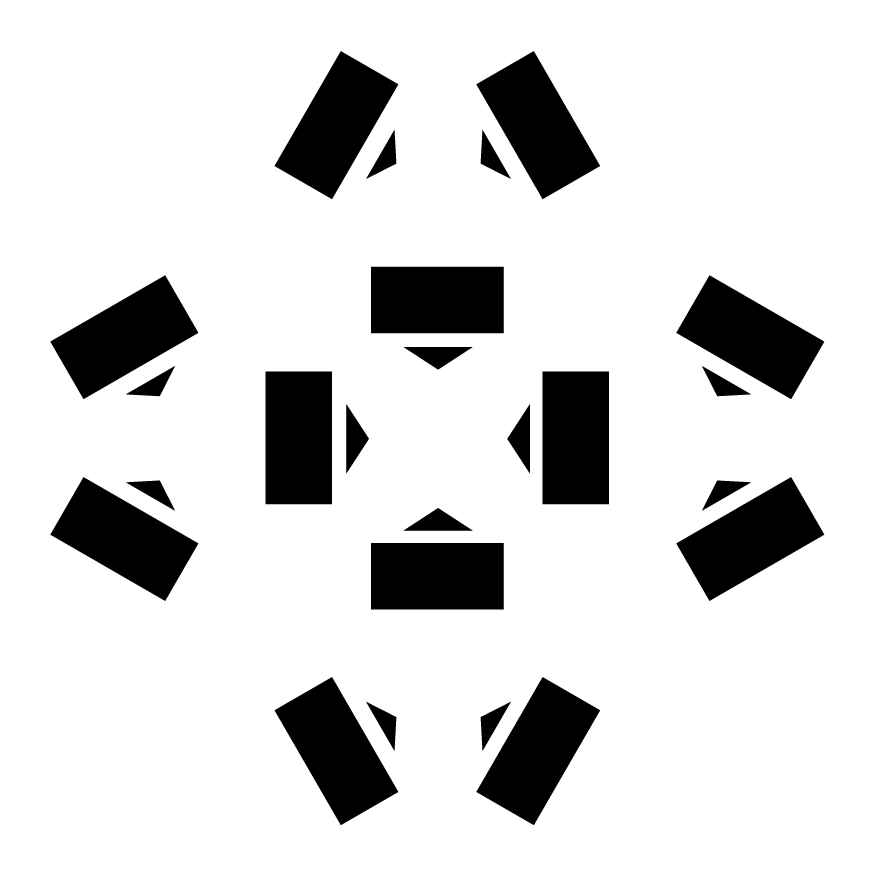
Estructura del tronc del 12 de 7 en la variant 4+2+2+2+2
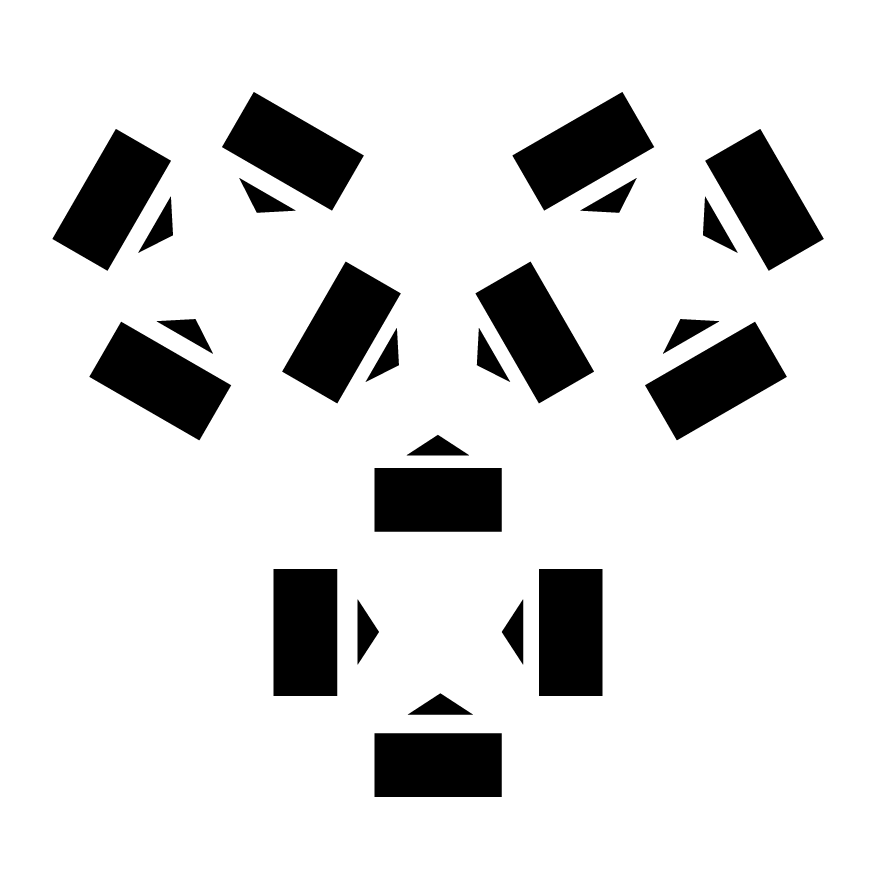
Estructura del tronc del 12 de 7 en la variant 3+3+3+3

## Colles
Tres colles han descarregat aquest castell durant l'època moderna de la història dels castells. També hi incloem una que el va descarregar durant la primera època d'or.
| Núm. | Colla                             | Carregat | Actuació | Plaça | Descarregat           | Actuació                                        | Plaça                                                |
| ---- | --------------------------------- | -------- | -------- | ----- | --------------------- | ----------------------------------------------- | ---------------------------------------------------- |
| 1    | Colla Nova dels Xiquets de Valls  |          |          |       | 21 d'octubre de 1879  | Santa Úrsula                                    | Plaça de la Llibertat (Actual Plaça del Blat), Valls |
| 2    | Colla Joves dels Xiquets de Valls |          |          |       | 9 de novembre de 2008 | Diada dels Minyons de l'arboç (50è Aniversari)  | Plaça de la Vila, l'Arboç.                           |
| 3    | Castellers de Barcelona           |          |          |       | 16 de maig de 2015    | Festa major de la Barceloneta                   | la Barceloneta, Barcelona                            |
| 4    | Capgrossos de Mataró              |          |          |       | 29 de maig de 2016    | Diada del 20è aniversari (20 anys, 20 castells) | Plaça de Santa Anna, Mataró                          |

## Estadística
| Resultat              |
| --------------------- |
| Descarregat (D)       |
| Carregat (C)          |
| Intent (I)            |
| Intent desmuntat (ID) |

Actualitzat a 31 de desembre de 2024
En l'època moderna dels castells, el 12 de 7 s'ha dut a plaça en 3 ocasions. Les seves dades estadístiques són les següents:

### Nombre de vegades
| Colla                        | Resultats globals | Resultats globals | Resultats globals | Resultats globals | Total | Resultats parcials | Resultats parcials | Resultats parcials |
| Colla                        | D                 | C                 | I                 | ID                | Total | Assolit (D+C)      | No assolit (I+ID)  | Caigudes (C+I)     |
| ---------------------------- | ----------------- | ----------------- | ----------------- | ----------------- | ----- | ------------------ | ------------------ | ------------------ |
| Colla Joves Xiquets de Valls | 1                 | 0                 | 0                 | 0                 | 1     | 1                  | 0                  | 0                  |
| Castellers de Barcelona      | 1                 | 0                 | 0                 | 0                 | 1     | 1                  | 0                  | 0                  |
| Capgrossos de Mataró         | 1                 | 0                 | 0                 | 0                 | 1     | 1                  | 0                  | 0                  |
| Total                        | 3                 | 0                 | 0                 | 0                 | 3     | 3                  | 0                  | 0                  |
| Percentatge                  | 100%              | 0%                | 0%                | 0%                | 100%  | 100%               | 0%                 | 0%                 |

### Poblacions
| Població  | D | C | I | ID | Total |
| --------- | - | - | - | -- | ----- |
| L'Arboç   | 1 | 0 | 0 | 0  | 1     |
| Barcelona | 1 | 0 | 0 | 0  | 1     |
| Mataró    | 1 | 0 | 0 | 0  | 1     |
| Total     | 3 | 0 | 0 | 0  | 3     |